# フレンズ (第1シーズン)
デヴィッド・クレーンとマルタ・カウフマン発案によるアメリカ合衆国のシットコム『フレンズ』の第1シーズンは、1994年9月22日にNBCで放送が始まった。『フレンズ』はブライト/カウフマン/クレーン・プロダクションズによりワーナー・ブラザース・テレビジョンの協力の下で製作された。第1シーズンは全24話構成であり、1995年5月18日に最終回を迎えた。

## キャストとキャラクター
| - レイチェル・グリーン - ジェニファー・アニストン - モニカ・ゲラー - コートニー・コックス - フィービー・ブッフェ - リサ・クドロー - ジョーイ・トリビアーニ - マット・ルブランク - チャンドラー・ビング - マシュー・ペリー - ロス・ゲラー - デヴィッド・シュワイマー - キャロル・ウィリック - アニタ・バロン/ジェーン・シベット - バリー・バーバー - ミッチェル・ホイットフィールド - パウロ - コジモ・ファスコ - ジャニス・ホーセンステイン - マギー・フィーラー - スーザン・バンチ - ジェシカ・ヘクト - ネアカのボビー - ヴィンセント・ヴェントレスカ - ガンター - ジェームズ・マイケル・タイラー - ジャック・ゲラー - エリオット・グールド - ジュディ・ゲラー - クリスティナ・ピックルズ - ヘッケルさん - ラリー・ハンキン | - マーシャ - メリル・マーコー - 本人役 - ジル・グッドエーカー - デヴィッド - ハンク・アザリア - ノラ・ビング - モーガン・フェアチャイルド - ロジャー - フィッシャー・スティーヴンス - スティーブ - ジョン・ロヴィッツ - ジェイミー・ブックマン - ヘレン・ハント - フラン・デヴァナウ - レイラ・ケンズル - ドクター・ミッチェル - ジョージ・クルーニー - ドクター・ローゼン - ノア・ワイリー - ミンディ - ジェニファー・グレイ - 偽モニカ - クラウディア・シーア - リディア - リア・レミニ - ドクター・フランツブラウ - ジョナサン・シルヴァーマン - メラニー - コリンヌ・ボーラー - ジュリー - ローレン・トム - オーロラ - ソフィア・ミロス - ニーナ - ジェニファー・グラント - ワイン・ガイのポール - ジョン・アレン・ネルソン - アラン - ジェフリー・ロワー - リジー - ベス・グラント - ジョアン - マリアンヌ・ヘイガン - 怖い女 - カミール・サヴィオラ - ナース - ジューン・ゲイブル |

## エピソード
| 通算 話数 | シーズン 話数 | タイトル                                                            | 監督                     | 脚本                                                                                                | 放送日         | 製作 番号 | US視聴者数 (百万人) |
| --- | ------------- | ------------------------------------------------------------------- | ------------------------ | --------------------------------------------------------------------------------------------------- | -------------- | --------- | ------------------- |
| 1 | 1             | "マンハッタンの6人" "The Pilot"                                     | ジェームズ・バロウズ     | デヴィッド・クレーン & マルタ・カウフマン                                                           | 1994年9月22日  | 456650    | 21.5                |
| レイチェルは婚約者を置いて結婚式から逃げ出し、実家から独立するために旧友のモニカの部屋に暮らし始める。チャンドラーとジョーイはレズビアンが発覚した妻キャロルとの離婚して落ち込むロスを慰める。モニカはワイン売りの男とデートをして寝るが、彼が一夜の関係を持つためにウソをついていたことを知る。 |               |                                                                     |                          | |                |           |                     |
| 2 | 2             | "ロスの大事件" "The One with the Sonogram at the End"               | ジェームズ・バロウズ     | デヴィッド・クレーン & マルタ・カウフマン                                                           | 1994年9月29日  | 456652    | 20.2                |
| ロスの仕事場にレズビアンの元妻キャロルが現れ、彼の子供を妊娠していることを伝える。ロスは超音波検査を訪れるが、キャロルは赤ちゃんにレズビアンの恋人の姓をつけたいと思っていることを知って驚く。レイチェルはロスと慰め合い、婚約指輪を元婚約者に返しに行くが、彼が付き添い役だったミンディと一緒にハネムーンに予定していた地に行ったことが発覚する。モニカはロスと一緒に両親を招いて夕食をとるが、彼らの言動からストレスを抱える。 |               |                                                                     |                          | |                |           |                     |
| 3 | 3             | "モニカの彼はみんなのもの?" "The One with the Thumb"                | ジェームズ・バロウズ     | ジェフ・アストロフ & マイク・シコウィッツ                                                           | 1994年10月6日  | 456651    | 19.5                |
| モニカは新しいボーイフレンドのアレンが皆から好かれ過ぎためにイライラし始める。チャンドラーは喫煙を再開し、皆から文句を言われると、彼は皆の欠点を指摘して話題を逸らす。フィービーは自分の銀行口座に身に覚えのない金が入金されていたために連絡すると、更に金を得ることとなる。彼女はその金をホームレスの友人に与え、代わりにソーダ缶を貰うが、その中には切断された指が入っていた。フィービーはソーダ会社から貰った賠償金をチャンドラーに渡して喫煙を止めさせる。 |               |                                                                     |                          | |                |           |                     |
| 4 | 4             | "レイチェルの憂鬱" "The One with George Stephanopoulos"             | ジェームズ・バロウズ     | アレクサ・ジャンジ                                                                                  | 1994年10月13日 | 456654    | 19.7                |
| キャロルと初めて寝た記念日であることを思い出してナーバスになるロスはチャンドラーとジョーイと共にレンジャーズの試合に行くが、飛んできたパックが頭にぶつかって病院送りとなる。そこでロスはキャロルが自分と寝たことがある唯一の女性であることを明かす。レイチェルは初めての給料を貰うが、その多くが連邦保険拠出法税（FICA）として徴収されていることに激怒する。また彼女のもとに旧友たちが訪れて近況を伝えられると、彼女は自分の人生について考えて落ち込む。落ち込むレイチェルと共にモニカとフィービーはパジャマ・パーティを暗い雰囲気の中で開催するが、ピザの誤配達をきっかけに通りの向かいの部屋にジョージ・ステファノプロスが居ることを知り、彼女らは彼を覗き見して楽しむ。 |               |                                                                     |                          | |                |           |                     |
| 5 | 5             | "土曜の夜を一緒に" "The One with the East German Laundry Detergent" | パメラ・フライマン       | ジェフ・グリーンスタイン & ジェフ・ストラウス                                                       | 1994年10月20日 | 456653    | 18.6                |
| チャンドラーとフィービーは互いの恋人であるジャニス（マギー・フィーラー）とトニーと別れることにするが、フィービーがあっさり終えたのに対し、チャンドラーは上手くいかなかったのでフィービーに協力を求める。ロスはモニカとレイチェルと共にランドリーに行くことにするが、モニカがキャンセルしたのでロスはレイチェルと2人きりとなる。レイチェルはこれまでランドリーを使ったことが無く、意地悪な女に騙されるが、ロスに助けて貰い、2人は初めてキスをする。ジョーイは元ガールフレンドで現在はボブと付き合っているアンジェラとよりを戻したいため、2人が兄妹であるとモニカを信じさせてダブルデートを仕掛ける。モニカはアンジェラとボブが兄妹として不適切なことをしているのを見て混乱した末にジョーイの嘘を見破るが、最終的に2人はカップルを引き裂いてそれぞれの恋人にすることに成功する。 |               |                                                                     |                          | |                |           |                     |
| 6 | 6             | "迷えるチャンドラー" "The One with the Butt"                        | アーリーン・サンフォード | アダム・チェイス & アイラ・アンガーライダー                                                         | 1994年10月27日 | 456655    | 18.2                |
| 一同はジョーイの新作のミュージカルを鑑賞し、そこでチャンドラーは美しくエキゾチックなイタリア人のオーロラ（ソフィア・ミロス）と出会ってデートに誘う。彼は彼女が既婚者であり、さらに別の愛人もいることを知り、このポリアモリーな関係が「楽しみばかりで責任がない」と考えて胸を躍らせる。しかしながら彼女が更に別の愛人を作るとチャンドラーは関係を終わらせる。ジョーイはミュージカル出演をきっかけに「エステル・レオナルド・タレント・エージェンシー」から声をかけられ、アル・パチーノの尻のダブルとして映画デビューすることとなる。だが彼は演技過剰なために結局降板することとなる。レイチェルは初めて自分でアパートを掃除するが、家具を勝手に動かしたことによりモニカの過剰な几帳面さをあらわにしてしまう。 |               |                                                                     |                          | |                |           |                     |
| 7 | 7             | "マンハッタンが真っ暗!" "The One with the Blackout"                 | ジェームズ・バロウズ     | ジェフ・アストロフ & マイク・シコウィッツ                                                           | 1994年11月3日  | 456656    | 23.5                |
| ニューヨーク全体が大停電に見舞われている中、一同はモニカとレイチェルのアパートに集い、ロスはレイチェルに気持ちを伝えようとするがそこに猫が乱入する。レイチェルとフィービーは猫の飼い主を捜し、それがアパートの住人のパウロであることが判明する。パウロは英語があまり話せない魅力的なイタリア人であり、レイチェルは彼に夢中になって暗闇に紛れてキスをする。一方でチャンドラーはヴィクトリアズ・シークレットのモデルのジル・グッドエーカーと一緒にATMコーナーに閉じ込められ、彼女の気を引こうとする。（このエピソードは街の大停電の原因を描いた『あなたにムチュー』第3シーズン第6話「ケーブル泥棒」と関連付けられている。） |               |                                                                     |                          | |                |           |                     |
| 8 | 8             | "陽気なお葬式" "The One Where Nana Dies Twice"                      | ジェームズ・バロウズ     | マルタ・カウフマン & デヴィッド・クレーン                                                           | 1994年11月10日 | 456657    | 21.1                |
| ロスとモニカは祖母が危篤であるという知らせを受けて病院に駆けつける。チャンドラーは同僚から男性をデートに誘うように勧められ、自分が他人から初対面時にゲイだと思われる体質であることを知り、その理由を探る。一同はロスとモニカの祖母の葬儀に出席し、モニカはそこで自分にきつく当たる母親に立ち向かう。ロスは墓穴に落ちて背中を痛め、その後筋弛緩薬を飲み過ぎて挙動がおかしくなる。 |               |                                                                     |                          | |                |           |                     |
| 9 | 9             | "感謝祭の大騒動" "The One Where Underdog Gets Away"                 | ジェームズ・バロウズ     | ジェフ・グリーンスタイン & ジェフ・ストラウス                                                       | 1994年11月17日 | 456659    | 23.1                |
| ロスはスーザンが胎児に話しかけていることを知ったため自分もそうしなければならないと判断する。モニカは両親が不在のためアパートに残った友人のために感謝祭の準備をする。フィービーは12月に祖母と感謝祭を祝うのでアパートに残る。ジョーイは健康ポスターの仕事をするがそれが性病のものであり、家族に性病だと勘違いされたので帰宅を断念する。チャンドラーは幼少期に感謝祭で両親が離婚を発表したトラウマがあるためにボイコットを宣言する。パレード中のアンダードッグ・バルーンが壊れて飛んでいったのを見物するためにアパートを出て行くが戻ったときに鍵を開けることが出来ず、その結果モニカの料理は焼けてしまい、またレイチェルは家族とベイルでスキー旅行に行く飛行機に乗り遅れてしまう。結局全員がアパートで感謝祭を過ごすこととなり、チャンドラーが作ったチーズ・サンドイッチを食べる。 |               |                                                                     |                          | |                |           |                     |
| 10 | 10            | "大晦日の約束" "The One with the Monkey"                            | ピーター・ボナーズ       | アダム・チェイス & アイラ・アンガーライダー                                                         | 1994年12月15日 | 456661    | 19.9                |
| 一同は大晦日のパーティで誰も恋人を連れてこないように協定を結ぶが、その後ロス以外全員がそれを破ろうとする。フィービーはセントラル・パークでの演奏中に騒ぐ科学者のデヴィッド（ハンク・アザリア）と知り合い、交際する。2人の関係は順調であったが、デヴィッドは奨学金を得てミンスクへの留学のチャンスを得たために別れる。モニカは「ネアカ」のボビーを誘うが、彼は直前に祖父を亡くしたためにパーティのあいだ中泣き続ける。ジョーイはデパートで妖精の仮装をしている時に知り合ったシングマザーのサンディをパーティに誘うが、彼女は子供たちも連れてきてしまい、挙げ句デヴィッドの友人に寝取られる。レイチェルはローマから戻ってきたパウロを連れてくるつもりだったが彼は飛行機に乗り遅れ得てしまい、その上レイチェルは空港で他の客と揉めて怪我をする。チャンドラーはジャニスを誘うものの彼女を怒らせてしまい失敗する。ロスはマルセルというペットの猿を連れてくるが懐かれない。結局全員がデート無しの協定を守ることとなる。チャンドラーが新年のキスの相手が居ないことに不満を漏らすとジョーイからされる。 |               |                                                                     |                          | |                |           |                     |
| 11 | 11            | "チャンドラーのママ登場!" "The One with Mrs. Bing"                  | ジェームズ・バロウズ     | アレクサ・ジャンジ                                                                                  | 1995年1月5日   | 456660    | 26.6                |
| チャンドラーの派手な恋愛小説家の母親（モーガン・フェアチャイルド）がニューヨークを訪れ、レストランでレイチェルとパウロがいちゃつくのを見て酔っ払ったロスが彼女とうっかりキスをするのをジョーイが目撃してしまう。モニカとフィービーは通りで好みの男を見かけるが、モニカが急に叫んだために男は振り返り、車にひかれてしまう。男が昏睡状態にある間、モニカとフィービーは彼を巡って争う。 |               |                                                                     |                          | |                |           |                     |
| 12 | 12            | "おなかのベビーはどっち?" "The One with the Dozen Lasagnas"         | ポール・ラザルス         | ジェフリー・アストロフ & マイク・シコウィッツ & アダム・チェイス & アイラ・アンガーライダー         | 1995年1月12日  | 456658    | 24.0                |
| 生まれてくるロスの子供の性別が判明するが彼はそれを知りたくない。パウロはフィービーに言い寄ったためにレイチェルと破局する。モニカは叔母のためにラザニアを1ダース作るが、叔母はベジタリアンであることが判明する。 |               |                                                                     |                          | |                |           |                     |
| 13 | 13            | "目には目を、歯には歯を!" "The One with the Boobies"                | アラン・マイヤーソン     | アレクサ・ジャンジ                                                                                  | 1995年1月19日  | 456664    | 25.8                |
| チャンドラーがうっかりレイチェルのトップレス姿を見た後、彼女が仕返しに彼の裸を見ようと奮闘したためにヌードの連鎖反応が起こる。レイチェルはジョーイの裸、ジョーイはモニカの裸、モニカはジョーイの父親の裸を見てしまう。ジョーイは父親の不倫を母親に隠すかどうかで悩む。フィービーの新しいボーイフレンドで精神分析医のロジャー（フィッシャー・スティーヴンス）は一同に嫌われる。 |               |                                                                     |                          | |                |           |                     |
| 14 | 14            | "バレンタイン恋愛騒動" "The One with the Candy Hearts"              | ジェームズ・バロウズ     | ビル・ローレンス                                                                                    | 1995年2月9日   | 456667    | 23.8                |
| ロスは9年ぶりのバレンタインデー・デートに美人の隣人を誘う。ロスはデートに行ったレストランでキャロルとスーザンに出くわし、最終的にロスはキャロルとキスをする。ジョーイはチャンドラーをブラインドデートに連れて行くとそこにジャニスが現れる。チャンドラーはジャニスと寝るが、結局バレンタインデーに別れる。フィービー、モニカ、レイチェルは過去のボーイフレンドの思い出の品物を燃やす儀式をするうちに火事に発展させる。 |               |                                                                     |                          | |                |           |                     |
| 15 | 15            | "キャリア・アップ大作戦" "The One with the Stoned Guy"              | アラン・マイヤーソン     | ジェフ・グリーンスタイン & ジェフ・ストラウス                                                       | 1995年2月16日  | 456663    | 24.8                |
| モニカは新しいシェフを探しているスティーヴ（ジョン・ロヴィッツ）というレストラン経営者に料理を作る。だが彼は薬物中毒者であり、彼女のコース料理と一緒にタコスを食べ始める。5年間データ処理の仕事をしていたチャンドラーは主任への昇格が決まると辞職すると言い出す。彼はより多くの報酬を提示されると辞意を撤回する。ロスは同僚のセリア（メロラ・ハーディン）を自宅に連れ込むが、卑猥な言葉が浮かばなかったためにセックスまで行くことが出来ず、ジョーイに相談する。 |               |                                                                     |                          | |                |           |                     |
| 16 | 16            | "フィービーの双子対決" "The One with Two Parts: Part 1"             | マイケル・レンベック     | マルタ・カウフマン & デヴィッド・クレーン                                                           | 1995年2月23日  | 456665A   | 26.1                |
| ジョーイはフィービーの双子の姉のアースラに夢中になり、フィービーとはギクシャクした関係になる。クビ切り役を任されたチャンドラーは解雇対処の従業員に言い出せずに悩む。ロスはキャロルとスーザンと共にラマーズ法のクラスに参加し、親子関係に疑問を抱く。モニカはマルセルが悪戯でテレビの「SAP」機能をスペイン語に切り替えたのを元に戻そうとするが上手くいかない。レイチェルは放置していたバルコニーのクリスマスの飾り付けを片付けようとするが、落下して足首を捻挫する。 - 『あなたにムチュー』よりレイラ・ケンズルとヘレン・ハントがそれぞれフラン・デヴァナウとジェイミー・ブックマン役でゲスト出演し、またリサ・クドローはアースラ役も務めている。 |               |                                                                     |                          | |                |           |                     |
| 17 | 17            | "ERドクター登場" "The One with Two Parts: Part 2"                   | マイケル・レンベック     | マルタ・カウフマン & デヴィッド・クレーン                                                           | 1995年2月23日  | 456665B   | 30.5                |
| 病院についたレイチェルは健康保険に未加入であるためにモニカに頼んで彼女の保険を使わせてもらう。モニカとレイチェルはそこで知り合ったキュートな医者（ジョージ・クルーニーとノア・ワイリー）とのデートにこぎ着ける。アースラはジョーイを黙って一方的に振ったため、フィービーは彼女になりすましてジョーイが傷つかないように別れ話をする。ロスは自分が父性に目覚めるのか否かに不安を抱くが、スクラブルのタイルを飲み込んだマルセルの世話をしたことで自身を持つ。 |               |                                                                     |                          | |                |           |                     |
| 18 | 18            | "ポーカーゲーム必勝法" "The One with All the Poker"                 | ジェームズ・バロウズ     | ジェフリー・アストロフ & マイク・シコウィッツ                                                       | 1995年3月2日   | 456662    | 30.4                |
| ウエイトレスの仕事にうんざりするレイチェルはサックス・フィフス・アベニューのアシスタントバイヤーの面接を受ける。男性陣にポーカーで勝てない女性陣はモニカの叔母の特訓を受けてゲームに臨み、そこで普段とは違うロスの一面を目にする。 |               |                                                                     |                          | |                |           |                     |
| 19 | 19            | "マルセルの逃亡" "The One Where the Monkey Gets Away"               | ピーター・ボナーズ       | ジェフリー・アストロフ & マイク・シコウィッツ                                                       | 1995年3月9日   | 456668    | 29.4                |
| レイチェルは預かっていたマルセルをアパートから逃がしてしまい、一同は必死に探す。レイチェルはマルセルが違法なペットだったとは知らずに動物管理局員を呼んでしまい、ロスを悩ませる。マルセルを連れ去ろうとする局員はレイチェルとモニカの高校の同級生だった。無事にマルセルが見つかってロスとレイチェルは良い雰囲気になるが、そこへレイチェルの元婚約者のバリーが現れて彼女への愛を宣言する。 |               |                                                                     |                          | |                |           |                     |
| 20 | 20            | "不誠実な婚約者" "The One with the Evil Orthodontist"               | ピーター・ボナーズ       | ドティ・エイブラムス                                                                                | 1995年4月6日   | 456669    | 30.0                |
| レイチェルはバリーと再び関係をもつ一方、バリーの婚約者のミンディはレイチェルを付き添い人にしたいと言い出す。しかしながらレイチェルとバリーの婚約中に彼はミンディと不倫していたことが明らかとなると2人はバリーに詰め寄る。一方でチャンドラーは気になる女性への電話でやきもきする。一同は通りの向かい側の建物から部屋を覗く人物に不快感を抱く。 |               |                                                                     |                          | |                |           |                     |
| 21 | 21            | "ニセのモニカ出現" "The One with the Fake Monica"                   | ゲイル・マンキューソ     | アダム・チェイス & アイラ・アンガーライダー                                                         | 1995年4月27日  | 456671    | 28.4                |
| クレジットカードを盗まれたモニカはフィービーとレイチェルと一緒に犯人を捜し出すが、モニカは意気投合してしまう。ジョーイはエスニックな響きがしないステージネームの考案を友人たちに頼む。ロスはマルセルが発情期に入ったため動物園に渡すことに決める。受け入れ先がサンディエゴに決まると、ジョーイ、チャンドラー、フィービー、レイチェル、ロスは別れを告げる。 |               |                                                                     |                          | |                |           |                     |
| 22 | 22            | "年下の恋人" "The One with the Ick Factor"                          | ロビー・ベンソン         | アレクサ・ジャンジ                                                                                  | 1995年5月4日   | 456670    | 29.9                |
| モニカはボーイフレンドの童貞を奪った後、彼が大学生ではなく高校生であることを知る。レイチェルはジョーイとチャンドラーのエロティックな夢を見てしまい、ロスは嫉妬する。フィービーはチャンドラーの秘書として働き、彼が昇進以来職場中の人間から嫌われていることを知る。 |               |                                                                     |                          | |                |           |                     |
| 23 | 23            | "ベビー誕生!" "The One with the Birth"                              | ジェームズ・バロウズ     | 原案: デヴィッド・クレーン & マルタ・カウフマン 脚本: ジェフ・グリーンステイン & ジェフ・ストラウス | 1995年5月11日  | 456672    | 28.7                |
| キャロルの出産に立ち会うモニカは自分も赤ちゃんを産みたがる。ロスとスーザンはどちらがよりキャロルの力になれるかを巡って口論し、フィービーは2人を小部屋に連れて行って仲直りさせるが、3人は閉じ込められる。レイチェルは産婦人科医といちゃつくが、彼は職場で毎日のように女性の秘部を見ているので恋愛が出来ない。ジョーイはなりゆきでシングルマザー（リア・レミニ）の出産を助ける。キャロルが産んだ赤ん坊の名前はロス、スーザン、フィービーが閉じ込められた小部屋にあったシャツに由来してベンと名付けられる。 |               |                                                                     |                          | |                |           |                     |
| 24 | 24            | "めぐり逢えたのに?" "The One Where Rachel Finds Out"                | ケヴィン・S・ブライト    | クリス・ブラウン                                                                                    | 1995年5月18日  | 456673    | 31.3                |
| ロスはレイチェルの誕生前に中国へ化石掘りの出張に行かなければならない。チャンドラーはロスに別のガールフレンドを見つけてレイチェルを乗り越えるように言う。ロスはチャンドラーにレイチェルへのプレゼントを頼んで中国へ発つ。ジョーイは新しいガールフレンドのメラニー（コリンヌ・ボーラー）と寝たいと思っているが、不妊治療実験のアルバイトに参加しているので我慢する。レイチェルの誕生日でチャンドラーはうっかりロスの思いを暴露してしまい、レイチェルは重大な決断を下す。 |               |                                                                     |                          | |                |           |                     |

## レイティング
| No. in シリーズ | No. in シーズン | エピソード                | 放送日         | 放送枠 (EST)   | レイティング/シェア (18-49) | 視聴者数 (百万) | 週間 順位 | 参照  |
| --------------- | --------------- | ------------------------- | -------------- | -------------- | --------------------------- | --------------- | --------- | ----- |
| 1               | 1               | マンハッタンの6人         | 1994年9月22日  | 木曜 8:30 p.m. | 14.7/23                     | 21.5            | 15        | [ 6 ] |
| 2               | 2               | ロスの大事件              | 1994年9月29日  | 木曜 8:30 p.m. | 14.0/22                     | 20.2            | 19        | [ 6 ] |
| 3               | 3               | モニカの彼はみんなのもの? | 1994年10月6日  | 木曜 8:30 p.m. | 13.6/22                     | 19.5            | 18        | [ 6 ] |
| 4               | 4               | レイチェルの憂鬱          | 1994年10月13日 | 木曜 8:30 p.m. | 13.7/22                     | 19.7            | 19        | [ 6 ] |
| 5               | 5               | 土曜の夜を一緒に          | 1994年10月20日 | 木曜 8:30 p.m. | 12.9/20                     | 18.6            | 22        | [ 6 ] |
| 6               | 6               | 迷えるチャンドラー        | 1994年10月27日 | 木曜 8:30 p.m. | 12.4/20                     | 18.2            | 26        | [ 6 ] |
| 7               | 7               | マンハッタンが真っ暗!     | 1994年11月3日  | 木曜 8:30 p.m. | 16.1/24                     | 23.5            | 12        | [ 6 ] |
| 8               | 8               | 陽気なお葬式              | 1994年11月10日 | 木曜 8:30 p.m. | 14.2/22                     | 21.1            | 17        | [ 6 ] |
| 9               | 9               | 感謝祭の大騒動            | 1994年11月17日 | 木曜 8:30 p.m. | 15.7/24                     | 23.1            | 17        | [ 6 ] |
| 10              | 10              | 大晦日の約束              | 1994年12月15日 | 木曜 8:30 p.m. | 13.6/22                     | 19.9            | 18        | [ 6 ] |
| 11              | 11              | チャンドラーのママ登場!   | 1995年1月5日   | 木曜 8:30 p.m. | 17.6/27                     | 26.6            | 5         | [ 6 ] |
| 12              | 12              | おなかのベビーはどっち?   | 1995年1月12日  | 木曜 8:30 p.m. | 16.1/25                     | 24.0            | 10        | [ 6 ] |
| 13              | 13              | 目には目を、歯には歯を!   | 1995年1月19日  | 木曜 8:30 p.m. | 17.3/26                     | 25.8            | 6         | [ 6 ] |
| 14              | 14              | バレンタイン恋愛騒動      | 1995年2月9日   | 木曜 8:30 p.m. | 15.9/24                     | 23.8            | 10        | [ 6 ] |
| 15              | 15              | キャリア・アップ大作戦    | 1995年2月16日  | 木曜 8:30 p.m. | 16.9/25                     | 24.8            | 8         | [ 6 ] |
| 16              | 16              | フィービーの双子対決      | 1995年2月23日  | 木曜 8:30 p.m. | 17.5/27                     | 26.1            | 9         | [ 6 ] |
| 17              | 17              | ERドクター登場            | 1995年2月23日  | 木曜 9:30 p.m. | 20.8/31                     | 30.5            | 8         | [ 6 ] |
| 18              | 18              | ポーカーゲーム必勝法      | 1995年3月2日   | 木曜 9:30 p.m. | 20.4/31                     | 30.4            | 4         | [ 6 ] |
| 19              | 19              | マルセルの逃亡            | 1995年3月9日   | 木曜 9:30 p.m. | 20.0/31                     | 29.4            | 3         | [ 6 ] |
| 20              | 20              | 不誠実な婚約者            | 1995年4月6日   | 木曜 9:30 p.m. | 20.5/32                     | 30.0            | 3         | [ 6 ] |
| 21              | 21              | ニセのモニカ出現          | 1995年4月27日  | 木曜 9:30 p.m. | 19.2/29                     | 28.4            | 2         | [ 6 ] |
| 22              | 22              | 年下の恋人                | 1995年5月4日   | 木曜 9:30 p.m. | 20.7/31                     | 29.9            | 3         | [ 6 ] |
| 23              | 23              | ベビー誕生!               | 1995年5月11日  | 木曜 9:30 p.m. | 19.7/30                     | 28.7            | 2         | [ 6 ] |
| 24              | 24              | めぐり逢えたのに?         | 1995年5月18日  | 木曜 9:30 p.m. | 21.3/32                     | 31.3            | 2         | [ 6 ] |

## 受賞とノミネート
| 賞                                             | 部門                           | 候補者                                       | 候補者                                       | 結果       |
| ---------------------------------------------- | ------------------------------ | -------------------------------------------- | -------------------------------------------- | ---------- |
| アメリカン・コメディ賞                         | テレビシリーズ賞               | N/A                                          | N/A                                          | ノミネート |
| アメリカン・コメディ賞                         | テレビシリーズ助演女優賞       | コートニー・コックス                         | コートニー・コックス                         | ノミネート |
| 全米監督協会賞                                 | コメディシリーズ監督賞         | ジェームズ・バロウズ                         | 「ベビー誕生!」                              | ノミネート |
| GLAADメディア賞                                | テレビコメディシリーズ賞       | N/A                                          | N/A                                          | 受賞       |
| ピープルズ・チョイス・アワード                 | 新テレビシリーズ賞             | N/A                                          | N/A                                          | 受賞       |
| ピープルズ・チョイス・アワード                 | 新テレビ番組演技賞             | コートニー・コックス                         | コートニー・コックス                         | 受賞       |
| プライムタイム・エミー賞                       | コメディシリーズ賞             | N/A                                          | N/A                                          | ノミネート |
| プライムタイム・エミー賞                       | コメディシリーズ監督賞         | ジェームズ・バロウズ                         | 「マンハッタンが真っ暗!」                    | ノミネート |
| プライムタイム・エミー賞                       | コメディシリーズ脚本賞         | ジェフ・グリーンステイン、ジェフ・ストラウス | 「感謝祭の大騒動」                           | ノミネート |
| プライムタイム・エミー賞                       | コメディシリーズ助演男優賞     | デヴィッド・シュワイマー                     | 「ロスの大事件」、「マンハッタンが真っ暗!」  | ノミネート |
| プライムタイム・エミー賞                       | コメディシリーズ助演女優賞     | リサ・クドロー                               | 「大晦日の約束」、「フィービーの双子対決」   | ノミネート |
| プライムタイム・エミー賞                       | コメディシリーズゲスト女優賞   | クリスティナ・ピックルズ                     | 「陽気なお葬式」                             | ノミネート |
| プライムタイム・エミー賞                       | マルチカメラシリーズ美術監督賞 | ジョン・シャフナー、グレッグ・J・グランデ    | 「めぐり逢えたのに?」                        | ノミネート |
| プライムタイム・エミー賞                       | マルチカメラシリーズ編集賞     | アンディ・ザル                               | 「フィービーの双子対決」、「ERドクター登場」 | ノミネート |
| プライムタイム・エミー賞                       | メインタイトルテーマ音楽賞     | マイケル・スクロフ、アリー・ウィリス         | マイケル・スクロフ、アリー・ウィリス         | ノミネート |
| テレビ批評家協会賞                             | コメディ作品賞                 | N/A                                          | N/A                                          | ノミネート |
| ビュワーズ・フォー・クオリティ・テレビジョン賞 | コメディシリーズ賞             | N/A                                          | N/A                                          | ノミネート |
| ビュワーズ・フォー・クオリティ・テレビジョン賞 | コメディシリーズ助演男優賞     | デヴィッド・シュワイマー                     | デヴィッド・シュワイマー                     | ノミネート |
| 全米脚本家組合賞                               | エピソディックコメディ賞       | ジェフ・グリーンステイン、ジェフ・ストラウス | 「感謝祭の大騒動」                           | ノミネート |